# Serge Bodin
Pour les articles homonymes, voir Bodin.
Serge Bodin (né le 1er septembre 1962 à Rennes) est un coureur cycliste français, professionnel en 1989.

## Biographie
Chez les amateurs, Serge Bodin court successivement au VC Rennes, à l'UC Cesson, à l'UC Guinefort et au CSM Puteaux. Durant cette période, il remporte le championnat de Bretagne en 1984 et le Tour de la Manche en 1986. Lors de la saison en 1988, il s'illustre en devenant champion de France amateurs. Il obtient par ailleurs un grand nombre de deuxièmes places. 
Il passe finalement professionnel en 1989 au sein de la formation Fagor-MBK,, où il est notamment équipier de Stephen Roche. Au printemps, il décroche ses meilleurs résultats en terminant sixième du Tour de Vendée et douzième du Tour de l'Oise. Il est cependant contraint de mettre un terme prématuré à sa carrière en 1989, après l'arrêt de son équipe,.
Une fois retiré des compétitions, il travaille dans le commerce des panneaux de signalisation routière. Il a également été conducteur de véhicules pour Amaury Sport Organisation lors d'événements comme Paris-Roubaix ou le Tour de France. Dans les années 2010, il remporte à deux reprises le Critérium des Champions (Pipriac), qui rend hommage aux anciennes gloires du cyclisme,.

## Palmarès
- 1984
  -  Champion de Bretagne sur route
  - 3e de la Route de France
- 1986
  - Tour de la Manche
  - Tour du Saosnois
  - 3e du Grand Prix de Fougères
- 1987
  - 2e de Redon-Redon
  - 2e de Paris-Rouen
  - 3e de Paris-Barentin
- 1988
  -  Champion de France sur route amateurs
  - 2e de la Flèche finistérienne
  - 2e de Tercé-Tercé
  - 2e du Trophée des Châteaux aux Milandes
  - 2e du Grand Prix de la Tomate